# Самолюбово (Смоленский район)
Самолюбово— деревня в Смоленской области России, в Смоленском районе. Население —326 жителей (2007 год). Расположена в западной части области в 22 км к северу от г. Смоленска, на левом берегу реки Жереспея в 18 км севернее автомагистрали М1 «Беларусь».
Входит в состав Вязгинского сельского поселения. В деревне есть следующие улицы: Полевая, Николая Варягова. Автобусное сообщение со Смоленском. В деревне находится «Смоленский психоневрологический интернат» (Дом инвалидов).
Изначально Самолюбово было сельцом, начиная с середины XVIII века в нём располагалась усадьба помещиков соседних деревень Волоты, Заозёрье и Душатина (не сохранилась): отставного капитана Семёна Васильевича Лесли, его вдовы Авдотьи Сергеевны, их сына Ивана Семёновича Лесли, отставного поручика, бывшего предводителя дворянства Мосальского уезда Калужской губернии, затем его вдовы Дарьи Ивановны. Около 1839 г. имение унаследовала их дочь Александра Ивановна, вышедшая замуж за князя Николая Дмитриевича Друцкого-Соколинского. Сельцо относилось к Сырокоренско-Липицкой волости Духовщинского уезда и входило в приход церкви Святого Пророка Илии села Сырокоренские Липки.

## Достопримечательности
- Памятник архитектуры: усадебный дом князя Друцкого-Соколинского, XIX век (сейчас в нём расположен интернат).